# Дружество „Свети Климент Охридски“ (1885 – 1890)
Дружеството „Свети Климент Охридски“ е възрожденска организация на македонски българи в град Охрид и околността, тогава в Османската империя, съществуваща от 1885 до 1890 година.

## История
Организацията е основана през ваканцията на 1885 година като Ученическо дружество „Свети Климент“. Сред основателите са учителите Никола Пасхов, стружанинът Яким Деребанов, Аргир Маринов, Христо (Дуле) Маджаров, Анастас Маджаров и Никола Чудов, учениците от горните класове на българската гимназия в Солун Антон Кецкаров, Иван Лимончев и други, ученикът в Робърт колежа в Цариград Лев Огненов, гражданите Климент Заров, Климент Шуканов, Климент Малезанов и други. Макар и формално различна организация, по същество дружеството продължава дейността на едноименното българско читалище в града „Свети Климент Охридски“, закрито от властите при избухването на Руско-турската война през 1877 година. В дружеството членуват много младежи, сред които и охридчаните ученици в солунската българска гимназия Георги Стрезов, Георги Белев, Евтим Спространов, Иван Нелчинов, Ахил Минджов, Георги Баласчев, Климент Карагюлев и други.
Дружеството развива културно-просветна и благотворителна дейност и работи за национално издигане на българите в Охрид и околните села. То урежда сказки, помага бедни ученици с учебници и учебни помагала, помага охридските български училища, училищното настоятелство и прочее.
През 80-те години на ХIХ век в Битолския вилает е на сила правилник, донесен през 1881 година от Халил Рифат паша, според който в селата на този вилает се създават фарии, т.е. селски милиции, съставени от християни, въоръжени да пазят селата си от разбойници, които особено след 1878 година опустошават вилаета. През ваканцията на 1886 година част от членовете на дружеството основават таен революционен кръжок в самото дружество с идея да използват фариите. На Илинден групата се събира в къщата на Климент Заров и пред Евангелие, кръст и сабя се заклеват в знак на верност и, че ще служат на отечеството. Те си поставят за цел да организират доверени лица в града и селата, да преследват разбойници, тогава като такива се проявяват Тайр-Толо, Билѐн Балансе, Карабаджакът, както и техните ятаци, да съветват населението да не използва официалните съдилища, а да си решава съдебните дела с арбитри помежду си, във всеко село да образува тайни кръжоци и да работи на отварянето училища, като да се претендира училищата да се издържат от самото село, а учителите и свещениците да станат несменяеми.
Неколко дни след основаването на кръжока, в края на юли, неговите членове Климент Заров, Никола Пашов, Никола Чудов и Антон Кецкаров предприемат обиколка из охридските села Долно и Горно Локочарай, Сирула, Куратица, Брежани, Плаке, Свинища, Опеинца и Косел. За да прикрият конспиративната цел на тази обиколка, те се преправят, че отиват да къпят в лековита вода уж осакатения Никола Чудов, който по време на обиколката язди магаре, както и, че търсят учителско место в некое село. По време на тази обиколка те разговарят със селяните за фариите, подтикват ги да участват в тях и им дават указания за отваряне на селски училища и прекратяване на съдебни дела.
След тази обиколка, дружеството изпраща като свой представител в София Климент Заров, който заминава с пълномощия, които са тайно потвърдени от Охридската българска община. През 1887 година Заров заедно с охридчаните емигранти Анастас Талалов, Наум Калов, Коста Сапунджиев и други образува Охридското благотворително дружество в българската столица. В София той съставлява и издава карта на град Охрид и околията му, като сумите от продажбата ѝ са препратени за националното дело в Охрид.
Повечето от класните учители, активни членове на дружеството и кръжока, през учебната 1889/1890 година са преместени в други места. Така, Кецкаров е преместен в Битоля, Пасхов в Дебър, Чудов в Галичник. Тогава дружеството престава да съществува. Заров, като се връща от София, предава сметките и архивата на дружеството на новопристигналия охридски български митрополит Григорий, като преди това те са прегледани от главния екзархийски инспектор за училищата в Македония Васил Кънчов. През 1892 година в града е открито неделно училище, което поема водеща роля във възрожденското дело в Охрид, а през 1894 година е основан и местен комитет на тайната Вътрешна македоно-одринска революционна организация. Димче Коцо смества дейността на дружеството във възрожденското дело в Охрид, като пише:
| „ | Читалището „св. Климентъ Охридски“, дружеството „св. Климентъ“ и недѣлното училище въ Охридъ сѫ нераздвойни организации, както по своята цель, тъй и по своята дейность. Образуването на дружеството е възобновяване на читалището, само чрезъ ново име, за да се прикрие цельта предъ турската власть. Организирането на недѣлното училище може ли другояче да се протълкува, освенъ като продължение на дружеството? | “ |